# SuperLega de 2023–24
A SuperLega de 2023–24, oficialmente SuperLega Credem Banca 2023–24 por questão de patrocínio, foi a 79.ª edição da primeira divisão do campeonato italiano de voleibol masculino, competição esta organizada pela Lega Pallavolo Serie A, consórcio de clubes filiado à Federação Italiana de Voleibol (FIPAV). Participaram do torneio doze equipes provenientes de onze comunas italianas.
Após vencer o Mint Vero Volley Monza na quarta partida da série "melhor de cinco", o fSir Safety Susa Vim Perugia conquistou o segundo scudetto de sua história. Na disputa pelo terceiro lugar, o Allianz Milano venceu o Itas Trentino também na quarta partida e obteve o direito de disputar a Liga dos Campeões da CEV pela primeira vez.
O levantador Simone Giannelli, que anotou 8 pontos na final, foi eleito o melhor jogador das finais.

## Equipes participantes
A seguir a lista das equipes que disputaram SuperLega de 2023–24.
| Equipe Nome fantasia                                     | Cidade             | Ginásio                | Capacidade | Temporada 2022–23        |
| -------------------------------------------------------- | ------------------ | ---------------------- | ---------- | ------------------------ |
| Verona Volley Rana Verona                                | Verona             | PalaOlimpia            | 5 350      | 9.º colocado             |
| Associazione Sportiva Volley Lube Cucine Lube Civitanova | Treia              | Eurosuole Forum        | 4 000      | Vice-campeão             |
| Volley Milano Vero Volley Monza                          | Milão              | Arena di Monza         | 4 000      | 5.º colocado             |
| Modena Volley Valsa Group Modena                         | Módena             | PalaPanini             | 5 211      | 8.º colocado             |
| Pallavolo Padova                                         | Pádua              | Kioene Arena           | 3 916      | 7.º colocado             |
| Powervolley Milano Allianz Milano                        | Milão              | Allianz Cloud          | 5 300      | 4.º colocado             |
| Sir Safety Umbria Volley Sir Safety Susa Vim Perugia     | Perúgia            | PalaEvangelisti        | 5 300      | 6.º colocado             |
| Cisterna Volley                                          | Cisterna di Latina | Palazzetto dello Sport | 3 000      | —                        |
| Trentino Volley Itas Trentino                            | Trento             | IlT quotidiano Arena   | 4 000      | Campeão                  |
| You Energy Volley Gas Sales Bluenergy Piacenza           | Placência          | PalabancaSport         | 3 700      | 3.º colocado             |
| Prisma Taranto Volley Gioiella Prisma Taranto            | Tarento            | PalaMazzola            | 5 000      | 11.º colocado            |
| Saturnia Volley Farmitalia Catania                       | Aci Castello       | PalaCatania            | 3 850      | Vice-campeão na Série A3 |

## Regulamento
Fase classificatória
A fase classificatória, também conhecida como temporada regular, ocorreu de 22 de outubro de 2023 a 3 de março de 2024, e consistiu em dois jogos, com cada clube jogando em um sistema de rodada dupla, com jogos em casa e fora. A última equipe foi rebaixada para a Série A2 na temporada 2024–25.
Playoffs
Ao término da temporada regular, as oito melhores equipes avançaram para os playoffs com o clássico sistema de correspondência (1º x 8º, 2º x 7º, 3º x 6º e 4º x 5º). Esta fase foi disputada em sistema eliminatório, composta por quartas de final, semifinais, disputa pelo terceiro lugar e final. As equipes perdedoras das quartas de finais se juntaram as equipes classificadas da nona a décima primeira colocação da fase classificatória para a disputa do quinto lugar na classificação geral.

## Critérios de classificação nos grupos
1. Pontos;
2. Número de vitórias;
3. Razão de sets;
4. Razão de pontos;

- Placar de 3–0 ou 3–1: 3 pontos para o vencedor, nenhum para o perdedor;
- Placar de 3–2: 2 pontos para o vencedor, 1 para o perdedor.[8]

## Fase classificatória

### Classificação
|  | Classificado para as quartas de final      |
|  | Classificado para os playoffs do 5.º lugar |
|  | Rebaixado para a Série A2 de 2024–25       |

|     |                              |     | Jogos | Jogos | Jogos | Resultados | Resultados | Resultados | Resultados | Resultados | Resultados | Sets | Sets | Sets  | Pontos | Pontos | Pontos |
| Pos | Equipe                       | Pts | T     | V     | D     | 3–0        | 3–1        | 3–2        | 2–3        | 1–3        | 0–3        | V    | P    | R     | V      | P      | R      |
| --- | ---------------------------- | --- | ----- | ----- | ----- | ---------- | ---------- | ---------- | ---------- | ---------- | ---------- | ---- | ---- | ----- | ------ | ------ | ------ |
| 1   | Itas Trentino                | 55  | 22    | 19    | 3     | 10         | 7          | 2          | 0          | 3          | 0          | 60   | 20   | 3,000 | 1902   | 1653   | 1.151  |
| 2   | Sir Safety Susa Vim Perugia  | 51  | 22    | 16    | 6     | 10         | 5          | 1          | 4          | 2          | 0          | 58   | 25   | 2.320 | 1946   | 1743   | 1.116  |
| 3   | Gas Sales Bluenergy Piacenza | 43  | 22    | 13    | 9     | 6          | 6          | 1          | 5          | 4          | 0          | 53   | 35   | 1.514 | 2020   | 1912   | 1.056  |
| 4   | Cucine Lube Civitanova       | 40  | 22    | 15    | 7     | 6          | 3          | 6          | 1          | 1          | 5          | 48   | 36   | 1.333 | 1908   | 1857   | 1.027  |
| 5   | Mint Vero Volley Monza       | 39  | 22    | 13    | 9     | 6          | 5          | 2          | 2          | 3          | 4          | 46   | 36   | 1.278 | 1859   | 1773   | 1.049  |
| 6   | Allianz Milano               | 38  | 22    | 12    | 10    | 7          | 2          | 3          | 5          | 2          | 3          | 48   | 38   | 1.263 | 1918   | 1841   | 1.042  |
| 7   | Rana Verona                  | 36  | 22    | 13    | 9     | 4          | 5          | 4          | 1          | 3          | 5          | 44   | 40   | 1.100 | 1882   | 1842   | 1.022  |
| 8   | Valsa Group Modena           | 27  | 22    | 11    | 11    | 1          | 4          | 6          | 0          | 3          | 8          | 36   | 49   | 0.735 | 1822   | 1873   | 0.973  |
| 9   | Cisterna Volley              | 23  | 22    | 7     | 15    | 1          | 5          | 1          | 3          | 6          | 6          | 33   | 52   | 0.635 | 1831   | 1938   | 0.945  |
| 10  | Pallavolo Padova             | 21  | 22    | 8     | 14    | 0          | 4          | 4          | 1          | 4          | 9          | 30   | 54   | 0.556 | 1781   | 1961   | 0.908  |
| 11  | Gioiella Prisma Taranto      | 14  | 22    | 3     | 19    | 0          | 1          | 2          | 7          | 9          | 3          | 32   | 62   | 0.516 | 1954   | 2170   | 0.900  |
| 12  | Farmitalia Catania           | 9   | 22    | 2     | 20    | 0          | 2          | 0          | 3          | 9          | 8          | 21   | 62   | 0.339 | 1698   | 1958   | 0.867  |

### Resultados
| Mandante \ Visitante         | MIL | CAT | CIS | PIA | TRE | CVA | PAD | VER | PGA | TAR | MOD | MZA |
| ---------------------------- | --- | --- | --- | --- | --- | --- | --- | --- | --- | --- | --- | --- |
| Allianz Milano               | —   | 3–0 | 3–0 | 0–3 | 1–3 | 3–0 | 3–0 | 3–0 | 3–2 | 3–2 | 3–0 | 1–3 |
| Farmitalia Catania           | 1–3 | —   | 3–1 | 1–3 | 0–3 | 2–3 | 2–3 | 1–3 | 0–3 | 3–1 | 2–3 | 1–3 |
| Cisterna Volley              | 3–0 | 3–1 | —   | 3–1 | 2–3 | 1–3 | 3–1 | 0–3 | 1–3 | 3–2 | 1–3 | 3–1 |
| Gas Sales Bluenergy Piacenza | 3–2 | 3–0 | 3–1 | —   | 1–3 | 2–3 | 3–0 | 3–0 | 3–1 | 2–3 | 3–1 | 2–3 |
| Itas Trentino                | 3–0 | 3–0 | 3–0 | 3–1 | —   | 3–1 | 1–3 | 3–1 | 3–1 | 3–2 | 3–0 | 3–1 |
| Cucine Lube Civitanova       | 3–2 | 3–0 | 3–2 | 0–3 | 0–3 | —   | 3–0 | 2–3 | 3–2 | 3–2 | 3–0 | 0–3 |
| Pallavolo Padova             | 3–2 | 3–1 | 3–2 | 1–3 | 0–3 | 0–3 | —   | 3–1 | 0–3 | 2–3 | 3–1 | 1–3 |
| Rana Verona                  | 3–2 | 3–1 | 3–0 | 3–1 | 0–3 | 0–3 | 3–0 | —   | 0–3 | 3–1 | 2–3 | 1–3 |
| Sir Safety Susa Perugia      | 2–3 | 3–0 | 3–1 | 3–2 | 3–1 | 3–0 | 2–3 | 3–0 | —   | 3–0 | 3–1 | 3–0 |
| Gioiella Prisma Taranto      | 1–3 | 3–1 | 1–3 | 1–3 | 0–3 | 1–3 | 1–3 | 2–3 | 1–3 | —   | 2–3 | 1–3 |
| Valsa Group Modena           | 3–2 | 3–1 | 3–0 | 0–3 | 3–1 | 0–3 | 3–1 | 0–3 | 0–3 | 3–2 | —   | 0–3 |
| Mint Vero Volley Monza       | 0–3 | 3–0 | 3–0 | 3–2 | 0–3 | 1–3 | 3–0 | 0–3 | 0–3 | 3–0 | 0–3 | —   |

## Playoffs
|  | Quartas de final | Quartas de final            | Quartas de final       | Quartas de final            | Quartas de final | Quartas de final | Quartas de final |                              |                        | Semifinais | Semifinais     | Semifinais     | Semifinais     | Semifinais     | Semifinais     | Semifinais     |                |   | Final | Final                  | Final | Final | Final | Final | Final |
|  |                  |                             |                        |                             |                  |                  |                  |                              |                        |            |                |                |                |                |                |                |                |   |       |                        |       |       |       |       |       |
|  | 1º               | Itas Trentino               | 3                      | 3                           | 3                |                  |                  |                              |                        |            |                |                |                |                |                |                |                |   |       |                        |       |       |       |       |       |
|  | 8º               | Valsa Group Modena          | 0                      | 2                           | 0                |                  |                  |                              |                        |            |                |                |                |                |                |                |                |   |       |                        |       |       |       |       |       |
|  | 8º               | Valsa Group Modena          | 0                      | 2                           | 0                |                  | 1º               | Itas Trentino                | 3                      | 3          | 2              | 1              | 2              |                |                |                |                |   |       |                        |       |       |       |       |       |
|  |                  |                             |                        |                             |                  |                  |                  | Itas Trentino                | 3                      | 3          | 2              | 1              | 2              |                |                |                |                |   |       |                        |       |       |       |       |       |
|  |                  | 5º                          | Mint Vero Volley Monza | 0                           | 1                | 3                | 3                | 3                            |                        |            |                |                |                |                |                |                |                |   |       |                        |       |       |       |       |       |
|  | 4º               | 5º                          | Mint Vero Volley Monza | 0                           | 1                | 3                | 3                | 3                            | Cucine Lube Civitanova | 1          | 1              | 3              | 3              | 1              |                |                |                |   |       |                        |       |       |       |       |       |
|  | 4º               |                             |                        |                             |                  |                  |                  |                              | Cucine Lube Civitanova | 1          | 1              | 3              | 3              | 1              |                |                |                |   |       |                        |       |       |       |       |       |
|  | 5º               | Mint Vero Volley Monza      | 3                      | 3                           | 2                | 2                | 3                |                              |                        |            |                |                |                |                |                |                |                |   |       |                        |       |       |       |       |       |
|  |                  |                             |                        |                             |                  |                  |                  |                              |                        |            |                |                |                |                |                |                |                |   | 5º    | Mint Vero Volley Monza | 1     | 3     | 1     | 1     |       |
|  |                  |                             | 2º                     | Sir Safety Susa Vim Perugia | 3                | 2                | 3                | 3                            |                        |            |                |                |                |                |                |                |                |   |       |                        |       |       |       |       |       |
|  | 2º               | Sir Safety Susa Vim Perugia | 3                      | 3                           | 3                |                  |                  |                              |                        |            |                |                |                |                |                |                |                |   |       |                        |       |       |       |       |       |
|  | 7º               | Rana Verona                 | 1                      | 1                           | 2                |                  |                  |                              |                        |            |                |                |                |                |                |                |                |   |       |                        |       |       |       |       |       |
|  | 7º               | Rana Verona                 | 1                      | 1                           | 2                |                  | 2º               | Sir Safety Susa Vim Perugia  | 3                      | 2          | 3              | 3              |                |                |                |                |                |   |       |                        |       |       |       |       |       |
|  |                  |                             |                        |                             |                  |                  |                  | Sir Safety Susa Vim Perugia  | 3                      | 2          | 3              | 3              |                |                |                |                |                |   |       |                        |       |       |       |       |       |
|  |                  | 6º                          | Allianz Milano         | 1                           | 3                | 1                | 1                |                              |                        |            | Terceiro lugar | Terceiro lugar | Terceiro lugar | Terceiro lugar | Terceiro lugar | Terceiro lugar | Terceiro lugar |   |       |                        |       |       |       |       |       |
|  | 3º               | 6º                          | Allianz Milano         | 1                           | 3                | 1                | 1                | Gas Sales Bluenergy Piacenza | 2                      | 3          | Terceiro lugar | Terceiro lugar | Terceiro lugar | Terceiro lugar | Terceiro lugar | Terceiro lugar | Terceiro lugar | 3 | 2     | 0                      |       |       |       |       |       |
|  | 3º               |                             |                        |                             |                  |                  |                  | Gas Sales Bluenergy Piacenza | 2                      | 3          |                |                |                |                |                |                |                | 3 | 2     | 0                      |       |       |       |       |       |
|  | 6º               | Allianz Milano              | 3                      | 1                           | 2                | 3                | 3                |                              |                        |            |                |                |                |                |                |                |                |   | 1º    | Itas Trentino          | 3     | 2     | 0     | 1     |       |
|  |                  |                             |                        |                             |                  |                  |                  |                              |                        |            |                |                |                |                |                |                |                |   | 6º    | Allianz Milano         | 2     | 3     | 3     | 3     |       |

- Todas as partidas seguem o horário local.

### Quartas de final
| Data    | Hora    |                              | Placar  |                              | Set 1   | Set 2   | Set 3   | Set 4   | Set 5   | Total   | Relatório |
| 1º x 8º | 1º x 8º | 1º x 8º                      | 1º x 8º | 1º x 8º                      | 1º x 8º | 1º x 8º | 1º x 8º | 1º x 8º | 1º x 8º | 1º x 8º | 1º x 8º   |
| ------- | ------- | ---------------------------- | ------- | ---------------------------- | ------- | ------- | ------- | ------- | ------- | ------- | --------- |
| 6 mar   | 20:30   | Itas Trentino                | 3–0     | Valsa Group Modena           | 25–23   | 25–18   | 25–18   |         |         | 75–59   | Relatório |
| 10 mar  | 16:00   | Valsa Group Modena           | 2–3     | Itas Trentino                | 22–25   | 28–26   | 25–15   | 19–25   | 13–15   | 107–106 | Relatório |
| 17 mar  | 17:00   | Itas Trentino                | 3–0     | Valsa Group Modena           | 25–22   | 25–19   | 25–21   |         |         | 75–62   | Relatório |
| 2º x 7º |         |                              |         |                              |         |         |         |         |         |         |           |
| 6 mar   | 20:30   | Sir Safety Susa Vim Perugia  | 3–1     | Rana Verona                  | 23–25   | 25–16   | 25–21   | 25–19   |         | 98–81   | Relatório |
| 10 mar  | 20:30   | Rana Verona                  | 1–3     | Sir Safety Susa Vim Perugia  | 25–21   | 21–25   | 16–25   | 15–25   |         | 77–96   | Relatório |
| 17 mar  | 18:00   | Sir Safety Susa Vim Perugia  | 3–2     | Rana Verona                  | 25–22   | 25–20   | 22–25   | 15–25   | 17–15   | 104–107 | Relatório |
| 3º x 6º |         |                              |         |                              |         |         |         |         |         |         |           |
| 6 mar   | 20:30   | Gas Sales Bluenergy Piacenza | 2–3     | Allianz Milano               | 25–20   | 21–25   | 25–19   | 22–25   | 10–15   | 103–104 | Relatório |
| 10 mar  | 19:00   | Allianz Milano               | 1–3     | Gas Sales Bluenergy Piacenza | 25–22   | 20–25   | 21–25   | 14–25   |         | 80–97   | Relatório |
| 16 mar  | 18:00   | Gas Sales Bluenergy Piacenza | 3–2     | Allianz Milano               | 25–22   | 23–25   | 17–25   | 31–29   | 15–12   | 111–113 | Relatório |
| 24 mar  | 20:30   | Allianz Milano               | 3–2     | Gas Sales Bluenergy Piacenza | 28–30   | 25–27   | 25–23   | 27–25   | 15–6    | 120–111 | Relatório |
| 27 mar  | 20:30   | Gas Sales Bluenergy Piacenza | 0–3     | Allianz Milano               | 21–25   | 21–25   | 22–25   |         |         | 64–75   | Relatório |
| 4º x 5º |         |                              |         |                              |         |         |         |         |         |         |           |
| 6 mar   | 20:30   | Cucine Lube Civitanova       | 1–3     | Mint Vero Volley Monza       | 26–28   | 25–20   | 11–25   | 20–25   |         | 82–98   | Relatório |
| 10 mar  | 18:00   | Mint Vero Volley Monza       | 3–1     | Cucine Lube Civitanova       | 24–26   | 25–18   | 25–21   | 25–20   |         | 99–85   | Relatório |
| 17 mar  | 18:00   | Cucine Lube Civitanova       | 3–2     | Mint Vero Volley Monza       | 21–25   | 30–28   | 21–25   | 25–22   | 15–11   | 112–111 | Relatório |
| 24 mar  | 18:00   | Mint Vero Volley Monza       | 2–3     | Cucine Lube Civitanova       | 18–25   | 25–23   | 22–25   | 25–18   | 13–15   | 103–106 | Relatório |
| 27 mar  | 20:30   | Cucine Lube Civitanova       | 1–3     | Mint Vero Volley Monza       | 23–25   | 23–25   | 25–20   | 22–25   |         | 93–95   | Relatório |

### Semifinais
| Data    | Hora    |                             | Placar  |                             | Set 1   | Set 2   | Set 3   | Set 4   | Set 5   | Total   | Relatório |
| 1º x 5º | 1º x 5º | 1º x 5º                     | 1º x 5º | 1º x 5º                     | 1º x 5º | 1º x 5º | 1º x 5º | 1º x 5º | 1º x 5º | 1º x 5º | 1º x 5º   |
| ------- | ------- | --------------------------- | ------- | --------------------------- | ------- | ------- | ------- | ------- | ------- | ------- | --------- |
| 31 mar  | 18:00   | Itas Trentino               | 3–0     | Mint Vero Volley Monza      | 27–25   | 25–20   | 25–22   |         |         | 77–67   | Relatório |
| 3 abr   | 20:30   | Mint Vero Volley Monza      | 1–3     | Itas Trentino               | 15–25   | 25–21   | 18–25   | 18–25   |         | 76–96   | Relatório |
| 7 abr   | 17:00   | Itas Trentino               | 2–3     | Mint Vero Volley Monza      | 26–24   | 22–25   | 25–27   | 27–25   | 13–15   | 113–116 | Relatório |
| 11 abr  | 20:30   | Mint Vero Volley Monza      | 3–1     | Itas Trentino               | 22–25   | 25–23   | 25–23   | 25–11   |         | 97–82   | Relatório |
| 14 abr  | 18:00   | Itas Trentino               | 2–3     | Mint Vero Volley Monza      | 18–25   | 22–25   | 25–23   | 26–24   | 15–17   | 106–114 | Relatório |
| 2º x 6º |         |                             |         |                             |         |         |         |         |         |         |           |
| 31 mar  | 19:00   | Sir Safety Susa Vim Perugia | 3–1     | Allianz Milano              | 25–17   | 25–23   | 23–25   | 25–22   |         | 98–87   | Relatório |
| 3 abr   | 20:30   | Allianz Milano              | 3–2     | Sir Safety Susa Vim Perugia | 25–27   | 25–21   | 21–25   | 27–25   | 20–18   | 118–116 | Relatório |
| 7 abr   | 18:00   | Sir Safety Susa Vim Perugia | 3–1     | Allianz Milano              | 20–25   | 25–18   | 25–13   | 25–21   |         | 95–77   | Relatório |
| 11 abr  | 20:30   | Allianz Milano              | 1–3     | Sir Safety Susa Vim Perugia | 25–18   | 24–26   | 20–25   | 18–25   |         | 87–94   | Relatório |

### Terceiro lugar
| Data   | Hora  |                | Placar |                | Set 1 | Set 2 | Set 3 | Set 4 | Set 5 | Total   | Relatório |
| ------ | ----- | -------------- | ------ | -------------- | ----- | ----- | ----- | ----- | ----- | ------- | --------- |
| 17 abr | 20:30 | Itas Trentino  | 3–2    | Allianz Milano | 23–25 | 25–18 | 23–25 | 25–19 | 15–11 | 111–98  | Relatório |
| 20 abr | 20:30 | Allianz Milano | 3–2    | Itas Trentino  | 26–24 | 17–25 | 25–16 | 25–27 | 22–20 | 115–112 | Relatório |
| 24 abr | 20:30 | Itas Trentino  | 0–3    | Allianz Milano | 22–25 | 23–25 | 14–25 |       |       | 59–75   | Relatório |
| 27 abr | 20:30 | Allianz Milano | 3–1    | Itas Trentino  | 25–21 | 18–25 | 25–20 | 25–21 |       | 93–87   | Relatório |

### Final
| Data   | Hora  |                             | Placar |                             | Set 1 | Set 2 | Set 3 | Set 4 | Set 5 | Total   | Relatório |
| ------ | ----- | --------------------------- | ------ | --------------------------- | ----- | ----- | ----- | ----- | ----- | ------- | --------- |
| 18 abr | 20:30 | Sir Safety Susa Vim Perugia | 3–1    | Mint Vero Volley Monza      | 27–25 | 25–18 | 23–25 | 25–23 |       | 100–91  | Relatório |
| 21 abr | 15:15 | Mint Vero Volley Monza      | 3–2    | Sir Safety Susa Vim Perugia | 25–20 | 23–25 | 21–25 | 25–19 | 15–11 | 109–100 | Relatório |
| 25 abr | 18:00 | Sir Safety Susa Vim Perugia | 3–1    | Mint Vero Volley Monza      | 25–15 | 25–18 | 24–26 | 25–19 |       | 99–78   | Relatório |
| 28 abr | 18:00 | Mint Vero Volley Monza      | 1–3    | Sir Safety Susa Vim Perugia | 25–19 | 23–25 | 25–27 | 20–25 |       | 93–96   | Relatório |

## Playoffs do 5.º lugar
|  | Classificado para as semifinais |

### Classificação
|     |                              |     | Jogos | Jogos | Jogos | Resultados | Resultados | Resultados | Resultados | Resultados | Resultados | Sets | Sets | Sets  | Pontos | Pontos | Pontos |
| Pos | Equipe                       | Pts | T     | V     | D     | 3–0        | 3–1        | 3–2        | 2–3        | 1–3        | 0–3        | V    | P    | R     | V      | P      | R      |
| --- | ---------------------------- | --- | ----- | ----- | ----- | ---------- | ---------- | ---------- | ---------- | ---------- | ---------- | ---- | ---- | ----- | ------ | ------ | ------ |
| 1   | Rana Verona                  | 13  | 5     | 4     | 1     | 3          | 1          | 0          | 1          | 0          | 0          | 14   | 4    | 3.500 | 420    | 375    | 1.120  |
| 2   | Gas Sales Bluenergy Piacenza | 11  | 5     | 4     | 1     | 1          | 2          | 1          | 0          | 1          | 0          | 13   | 7    | 1.857 | 458    | 411    | 1.114  |
| 3   | Cucine Lube Civitanova       | 9   | 5     | 3     | 2     | 1          | 2          | 0          | 0          | 0          | 2          | 9    | 8    | 1.125 | 379    | 366    | 1.036  |
| 4   | Valsa Group Modena           | 5   | 5     | 2     | 3     | 0          | 1          | 1          | 0          | 2          | 1          | 8    | 12   | 0.667 | 430    | 438    | 0.982  |
| 5   | Cisterna Volley              | 4   | 5     | 1     | 4     | 0          | 1          | 0          | 1          | 1          | 2          | 6    | 13   | 0.462 | 393    | 436    | 0.901  |
| 6   | Pallavolo Padova             | 3   | 5     | 1     | 4     | 1          | 0          | 0          | 0          | 3          | 1          | 6    | 12   | 0.500 | 372    | 426    | 0.873  |

### Resultados
1ª rodada
| Data  | Hora  |                        | Placar |                              | Set 1 | Set 2 | Set 3 | Set 4 | Set 5 | Total | Relatório |
| ----- | ----- | ---------------------- | ------ | ---------------------------- | ----- | ----- | ----- | ----- | ----- | ----- | --------- |
| 3 abr | 20:30 | Cisterna Volley        | 1–3    | Gas Sales Bluenergy Piacenza | 21–25 | 25–18 | 15–25 | 20–25 |       | 81–93 | Relatório |
| 3 abr | 20:30 | Rana Verona            | 3–1    | Pallavolo Padova             | 25–18 | 25–18 | 22–25 | 25–21 |       | 97–82 | Relatório |
| 4 abr | 20:30 | Cucine Lube Civitanova | 3–1    | Valsa Group Modena           | 25–20 | 25–19 | 10–25 | 25–22 |       | 85–86 | Relatório |

2ª rodada
| Data  | Hora  |                              | Placar |                        | Set 1 | Set 2 | Set 3 | Set 4 | Set 5 | Total   | Relatório |
| ----- | ----- | ---------------------------- | ------ | ---------------------- | ----- | ----- | ----- | ----- | ----- | ------- | --------- |
| 7 abr | 16:00 | Gas Sales Bluenergy Piacenza | 3–2    | Rana Verona            | 25–20 | 23–25 | 25–27 | 25–16 | 15–8  | 113–96  | Relatório |
| 7 abr | 17:00 | Pallavolo Padova             | 3–0    | Cucine Lube Civitanova | 25–18 | 25–21 | 25–23 |       |       | 75–62   | Relatório |
| 7 abr | 18:00 | Valsa Group Modena           | 3–2    | Cisterna Volley        | 23–25 | 25–23 | 26–24 | 23–25 | 15–10 | 112–107 | Relatório |

3ª rodada
| Data   | Hora  |                              | Placar |                    | Set 1 | Set 2 | Set 3 | Set 4 | Set 5 | Total | Relatório |
| ------ | ----- | ---------------------------- | ------ | ------------------ | ----- | ----- | ----- | ----- | ----- | ----- | --------- |
| 10 abr | 20:00 | Gas Sales Bluenergy Piacenza | 3–1    | Valsa Group Modena | 25–15 | 20–25 | 25–16 | 25–23 |       | 95–79 | Relatório |
| 10 abr | 20:30 | Cisterna Volley              | 3–1    | Pallavolo Padova   | 19–25 | 25–14 | 25–21 | 25–19 |       | 94–79 | Relatório |
| 10 abr | 20:30 | Cucine Lube Civitanova       | 0–3    | Rana Verona        | 22–25 | 23–25 | 17–25 |       |       | 62–75 | Relatório |

4ª rodada
| Data   | Hora  |                        | Placar |                              | Set 1 | Set 2 | Set 3 | Set 4 | Set 5 | Total | Relatório |
| ------ | ----- | ---------------------- | ------ | ---------------------------- | ----- | ----- | ----- | ----- | ----- | ----- | --------- |
| 14 abr | 17:00 | Pallavolo Padova       | 0–3    | Gas Sales Bluenergy Piacenza | 20–25 | 21–25 | 19–25 |       |       | 60–75 | Relatório |
| 14 abr | 18:00 | Cucine Lube Civitanova | 3–0    | Cisterna Volley              | 25–18 | 25–19 | 25–11 |       |       | 75–48 | Relatório |
| 13 abr | 20:30 | Rana Verona            | 3–0    | Valsa Group Modena           | 25–15 | 25–18 | 25–22 |       |       | 75–55 | Relatório |

5ª rodada
| Data   | Hora  |                              | Placar |                        | Set 1 | Set 2 | Set 3 | Set 4 | Set 5 | Total | Relatório |
| ------ | ----- | ---------------------------- | ------ | ---------------------- | ----- | ----- | ----- | ----- | ----- | ----- | --------- |
| 17 abr | 20:30 | Rana Verona                  | 3–0    | Cisterna Volley        | 25–23 | 25–15 | 27–25 |       |       | 77–63 | Relatório |
| 17 abr | 20:30 | Gas Sales Bluenergy Piacenza | 1–3    | Cucine Lube Civitanova | 14–25 | 22–25 | 25–20 | 21–25 |       | 82–95 | Relatório |
| 17 abr | 20:30 | Valsa Group Modena           | 3–1    | Pallavolo Padova       | 25–18 | 25–16 | 23–25 | 25–17 |       | 98–76 | Relatório |

### Final four
|  | Semifinais | Semifinais                   | Semifinais             |   |    | Final       | Final | Final |
|  |            |                              |                        |   |    |             |       |       |
|  | 1º         | Rana Verona                  | 3                      |   |    |             |       |       |
|  | 4º         | Valsa Group Modena           | 1                      |   |    |             |       |       |
|  |            |                              |                        |   | 1º | Rana Verona | 1     |       |
|  |            | 3º                           | Cucine Lube Civitanova | 3 |    |             |       |       |
|  | 2º         | Gas Sales Bluenergy Piacenza | 2                      |   |    |             |       |       |
|  | 3º         | Cucine Lube Civitanova       | 3                      |   |    |             |       |       |

#### Semifinais
| Data   | Hora  |                              | Placar |                        | Set 1 | Set 2 | Set 3 | Set 4 | Set 5 | Total   | Relatório |
| ------ | ----- | ---------------------------- | ------ | ---------------------- | ----- | ----- | ----- | ----- | ----- | ------- | --------- |
| 22 abr | 20:30 | Rana Verona                  | 3–1    | Valsa Group Modena     | 25–22 | 25–22 | 23–25 | 25–19 |       | 98–88   | Relatório |
| 22 abr | 20:30 | Gas Sales Bluenergy Piacenza | 2–3    | Cucine Lube Civitanova | 18–25 | 24–26 | 25–21 | 27–25 | 12–15 | 106–112 | Relatório |

#### Final
| Data   | Hora  |             | Placar |                        | Set 1 | Set 2 | Set 3 | Set 4 | Set 5 | Total | Relatório |
| ------ | ----- | ----------- | ------ | ---------------------- | ----- | ----- | ----- | ----- | ----- | ----- | --------- |
| 27 abr | 18:00 | Rana Verona | 1–3    | Cucine Lube Civitanova | 25–23 | 18–25 | 24–26 | 22–25 |       | 89–99 | Relatório |

## Classificação final
| Posição           | Equipe                       | Classificação                |
| ----------------- | ---------------------------- | ---------------------------- |
| Medalha de ouro   | Sir Safety Susa Vim Perugia  | Liga dos Campeões de 2024–25 |
| Medalha de prata  | Mint Vero Volley Monza       | Liga dos Campeões de 2024–25 |
| Medalha de bronze | Allianz Milano               | Liga dos Campeões de 2024–25 |
| 4                 | Itas Trentino                | Copa CEV de 2024–25          |
| 5                 | Cucine Lube Civitanova       | Copa Challenge de 2024–25    |
| 6                 | Rana Verona                  | SuperLega de 2024–25         |
| 7                 | Gas Sales Bluenergy Piacenza | SuperLega de 2024–25         |
| 8                 | Valsa Group Modena           | SuperLega de 2024–25         |
| 9                 | Cisterna Volley              | SuperLega de 2024–25         |
| 10                | Pallavolo Padova             | SuperLega de 2024–25         |
| 11                | Gioiella Prisma Taranto      | SuperLega de 2024–25         |
| 12                | Farmitalia Catania           | Série A2 de 2024–25          |

| SuperLega de 2023–24                             |
| ------------------------------------------------ |
| Sir Safety Susa Vim Perugia Campeão (2.º título) |

| Elenco |
| --- |
| Davide Candellaro, Tim Held, Simone Giannelli, Jesús Herrera, Alessandro Toscani, Wilfredo León, Wassim Ben Tara, Sebastián Solé, Massimo Colaci, Flávio Gualberto, Kamil Semeniuk, Oleh Plotnytskyi, Roberto Russo, Gregor Ropret |
| Técnico |
| Angelo Lorenzetti |